# Molothrus armenti
El tordo chico (Molothrus armenti) es una especie de ave paseriforme de la familia Icteridae endémica del norte de Colombia. Anteriormente se consideraba una subespecie del tordo ojirrojo.

## Distribución y hábitat
Se encuentra únicamente en la región costera caribeña de Colombia, en los departamentos de Magdalena y Bolívar. Su hábitat natural son los bosques húmedos tropicales hasta los 2200 metros de altitud.